# Павлов, Павел Валерьевич
Павел Валерьевич Павлов (12 июня 1982) — узбекистанский футболист, нападающий. Сейчас тренирует команду из Верхней Пышмы ФК «Лидер».

## Биография
В высшей лиге Узбекистана дебютировал в 2003 году в составе ферганского «Нефтчи», сыграл 3 матча.
Затем три сезона выступал в первой лиге за «Цементчи» и в 2005 году стал лучшим бомбардиром турнира с 29 забитыми голами.
С 2007 года снова играл в высшей лиге, где без особого успеха представлял клубы «Андижан», «Локомотив» (Ташкент), «Согдиана», «Шуртан».
Всего в высшем дивизионе Узбекистана сыграл 58 матчей и забил 6 голов.
В 2011 году присоединился к действующему на тот момент чемпиону Кыргызстана «Нефтчи» (Кочкор-Ата). С этой командой стал обладателем Суперкубка Кыргызстана 2011 года, забив один из голов в матче против «Дордоя» (2:1), а также серебряным призёром чемпионата Кыргызстана и финалистом Кубка страны. В матчах Кубка президента АФК забил 5 голов в 5 матчах, отличившись хет-триком в игре против «Яданарбона» из Мьянмы (8:2). По итогам сезона 2011 года включён в символическую сборную легионеров чемпионата Кыргызстана по версии ФФКР.
Дальнейшая судьба неизвестна.